# Agneaux
Agneaux – miejscowość i gmina we Francji, w regionie Normandia, w departamencie Manche. W 2013 roku populacja gminy wynosiła 4563 mieszkańców. Przez miejscowość przepływa rzeka Vire. 